# Zasoby bilansowe
Zasoby bilansowe – zasoby złoża lub jego części, którego cechy naturalne spełniają wymagania określone przez kryteria bilansowości i umożliwiają podejmowanie jego eksploatacji.